# Eudemão (conde da fortuna privada)
Eudemão (em latim: Eudaemon; em grego: Ευδαιμων; romaniz.: Eudaimon) foi um oficial bizantino do século VI, ativo sob o imperador Justino II (r. 565–578). Um monofisista, esteve dentro os que sofreram a perseguição de Justino II, porém foi mais tarde restaurado em suas honras. Em 576, quando foi enviado numa embaixada ao Império Sassânida junto de João e Pedro, era cônsul honorário e conde da fortuna privada.